# Сангвинети, Илария
Илария Сангвинети (итал. Ilaria Sanguineti, род. 15 апреля 1994, Сан-Ремо, Лигурия) — итальянская профессиональная велогонщица.

## Карьера
В юности она занималась конькобежным спортом и лёгкой атлетикой. Её брат Давиде — велосипедист, поэтому она решила попробовать свои силы в велоспорте. У неё было много успехов в молодёжных категориях. В 2012 году она участвовала в чемпионате мира среди юниоров в Валкенбюрге. Она изучала гостиничное дело в Арма ди Таджа.
7 июля 2013 года во время соревнований Trofeo Longa Village она сдала положительный тест на клостебол, анаболический стероид. Она защищалась, говоря, что использовала заживляющую мазь Trofodermin после второго этапа Джиро Роза. Данный продукт, находящийся в свободном доступе, содержит указанное вещество. В октябре она была отстранена TNA за употребление допинга на пятнадцать месяцев. Ей было разрешено вернуться к соревнованиям 22 октября 2014 года.
В 2015 году на первом этапе Тура Бретани она оторвалась и выиграла гонку в одиночку с преимуществом более двух минут над пелотоном. Несмотря на 22-е место в индивидуальной гонке, её перевеса хватило, чтобы одержать итоговую победу в соревнованиях.
На чемпионате Европы по шоссейному велоспорту среди спортсменов до 23 лет она оторвалась от голландской гонщицы Анушки Костер на сорок седьмом километре. За два километра до финиша к ним присоединились полька Катажина Невядома и нидерландка Талита де Йонг. Илария Сангвинети начинает спринт, но её догоняет польская гонщица. Сангвинети получила серебряную медаль, которую посвятила Кьяре Пьеробон.
В 2015 году, во время Тура Ардеш она попала под машину и сломала ключицу. Это положило конец её сезону.

## Достижения

### Шоссе

#### По годам
2012
2-я на Чемпионате Италии — индивидуальная гонка U19
2015
Тур Бретани
Генеральная классификация
1-й этап
2-я на Чемпионате Европы — групповая гонка U23
2016
4-й этап Тура Бретани
2017
1-й этап Setmana Ciclista Valenciana (командная гонка)
3-я на Пайот Хилс Классик
2018
8-я на Туре Гуанси
2019
3-я на Чемпионате Италии — групповая гонка
2022
Дварс дор хет Хагеланд
2-я на Вуэльте Валенсии
4-я на Гран-при Плуэ — Бретань
0

#### Статистика выступления наГранд-турах
| Гонка / Год          | 2013           | 2014           | 2015           | 2016           | 2017           | 2018           | 2019           | 2020           | 2021           | 2022           | 2023           |
| -------------------- | -------------- | -------------- | -------------- | -------------- | -------------- | -------------- | -------------- | -------------- | -------------- | -------------- | -------------- |
| Рут де Франс феминин | —              | —              | —              | 53             | не проводилась | не проводилась | не проводилась | не проводилась | не проводилась | не проводилась | не проводилась |
| Джиро д’Италия Донне | DNF            | —              | 90             | 83             | 73             | 94             | 117            | 43             | 51             | —              | —              |
| Тур де Франс Фамм    | не проводилась | не проводилась | не проводилась | не проводилась | не проводилась | не проводилась | не проводилась | не проводилась | не проводилась | 90             | 109            |
| Ла Вуэльта Фамм      | не проводилась | не проводилась | не проводилась | не проводилась | не проводилась | не проводилась | не проводилась | 29             | 51             | —              | 118            |

#### Рейтинги
| Год                 | 2015 | 2016  | 2017  | 2018  | 2019 | 2020  | 2021  | 2022 | 2023  | 2024  |
| ------------------- | ---- | ----- | ----- | ----- | ---- | ----- | ----- | ---- | ----- | ----- |
| Мировой рейтинг UCI | 59-й | 118-й | 105-й | 100-й | 90-й | 101-й | 187-й | 51-й | 269-й | 370-й |
| Мировой тур UCI     |      | 60-й  | 90-й  | 76-й  | 67-й | 62-й  | 142-й | 61-й | 117-й | 277-й |
|                     |      |       |       |       |      |       |       |      |       |       |
| Источник: UCI       |      |       |       |       |      |       |       |      |       |       |

### Трек
2011
 Чемпионат Италии — командная гонка преследования U19
2012
 Чемпионат Италии — командная гонка преследования U19
2-я Чемпионате Италии — гонка по очкам U19